# Sebastian Virdung
Sebastian Virdung (Amberg, 1465? – a 16. század első fele) német énekes, zeneszerző és zenetudós.

## Élete
Tanulmányait Heidelbergben, a hercegi udvar kápolnájában végezte Johannes von Soest tanítványaként. Legkésőbb 1483-tól 1505-ig az udvari kántorátus tagja volt. 1489-ben javadalomként megkapta a lengenfeldi (Oberpfalz) plébániát. 1500 és 1507 között a pfalzi udvari várkápolna káplánja volt Staleckben, Bacharach mellett. 1507 és 1508 között a konstanzi dómban alt-énekes, zeneszerző és a fiúkórus perceptora volt.

## Műve

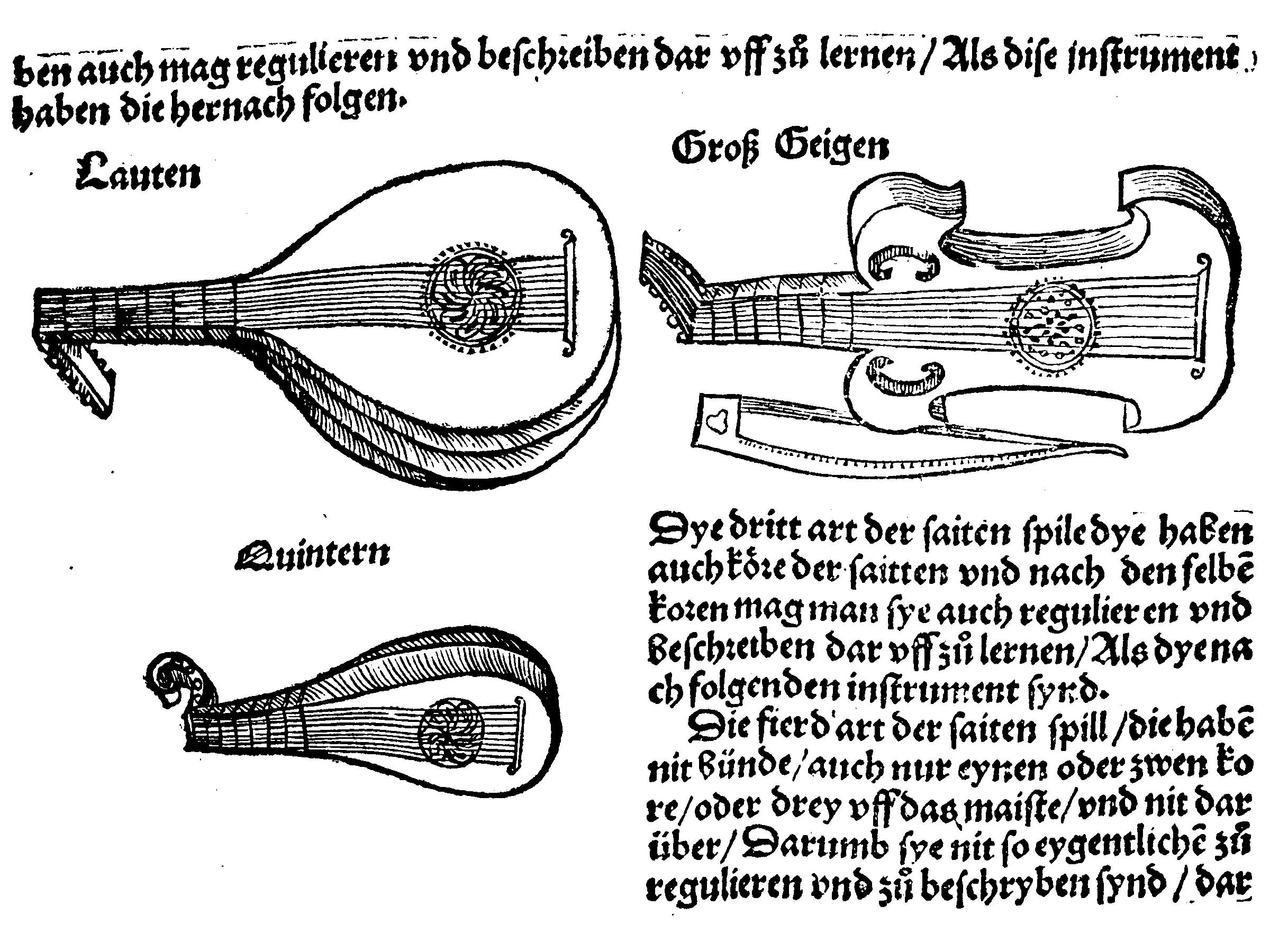
Egy kép a Musica getutscht című műből

1510-ben Augsburgban könyvet írt Gedicht der deutschen musica címmel. 1511 elején ennek egy kivonatát Bázelben megjelentette Musica getutscht címen, melyben hangszerkészítésről, a hangszerek osztályozásáról, zenefeldolgozásról ír. Ez a munkája korának hangszeres zenéjére vonatkozó fontos forrásként vált ismertté.
1513-ban Mainzban négy dalt jelentetett meg Peter Schöffer daloskönyvében.